# Idles
Pour la commune de la wilaya de Tamanrasset en Algérie, voir Idles (commune).
Idles, stylisé en IDLES, est un groupe de rock britannique originaire de Bristol fondé en 2009.
Leur premier album, Brutalism, sorti en 2017, a reçu un accueil critique enthousiaste, tout comme le second, Joy as an Act of Resistance, sorti en 2018.

## Histoire
Le chanteur Joe Talbot est né à Newport, au Pays de Galles. Talbot et le bassiste Adam Devonshire se rencontrent en terminale, dans un lycée d'Exeter. Talbot et Devonshire déménagent ensuite à Bristol pour étudier sur le campus St Matthias de l'Université de l'Ouest de l'Angleterre. C'est à cette période qu'ils décident de créer un groupe. Selon Talbot : « il nous a fallu beaucoup de temps pour être productifs parce que nous ne savions pas du tout ce que nous faisions, nous avons été terriblement mauvais pendant longtemps ». Talbot et Devonshire se produisent néanmoins dans des clubs de Bristol. Le guitariste Mark Bowen quitte Belfast pour étudier à Bristol et y fait la rencontre de Talbot. Le trio sort la première composition de IDLES en 2012 avec un EP intitulé Welcome. 
En 2014, le groupe comprend Talbot, Devonshire, les guitaristes Mark Bowen et Lee Kiernan, et le batteur Jon Beavis. Ils sortent un deuxième EP, Meat, et Meta, un EP de remixes, en 2015, puis commencent à écrire des chansons pour leur premier album. 
Après avoir sorti deux singles en 2016, Well Done et Divide & Conquer, le groupe sort son premier album, Brutalism, en mars 2017. L'album est acclamé par la critique,,. Le magazine DIY lui accorde 4 étoiles, qualifiant l'opus d'« évasion exaltante le long de rythmes effrénés et de rythmes surpuissants ». Uncut lui offre une critique tout aussi positive, « un album de rock rare avec la rage, l'urgence, l'esprit et l'éclatement de la complaisance habituellement trouvés dans la crasse ». La mère de Talbot décède d'une longue maladie alors que le groupe travaille sur l'album et est représentée sur la couverture, avec une sculpture de Talbot et de son père ; sa mort donne à Talbot et au groupe une nouvelle orientation. 
Une tournée suit pour promouvoir la sortie de Brutalism. Le groupe fait la première partie de The Maccabees pour leurs concerts d'adieu à Londres ainsi que des Foo Fighters pour le dixième anniversaire de l'O2 Arena . 
Après plusieurs apparitions dans des festivals européens, le groupe commence à travailler sur son deuxième album, Joy as an Act of Resistance, sorti le 31 août 2018,,. Pour accompagner la sortie de l'album, le groupe crée une exposition en collaboration avec une galerie londonienne les 30 et 31 août 2018.

## Style musical

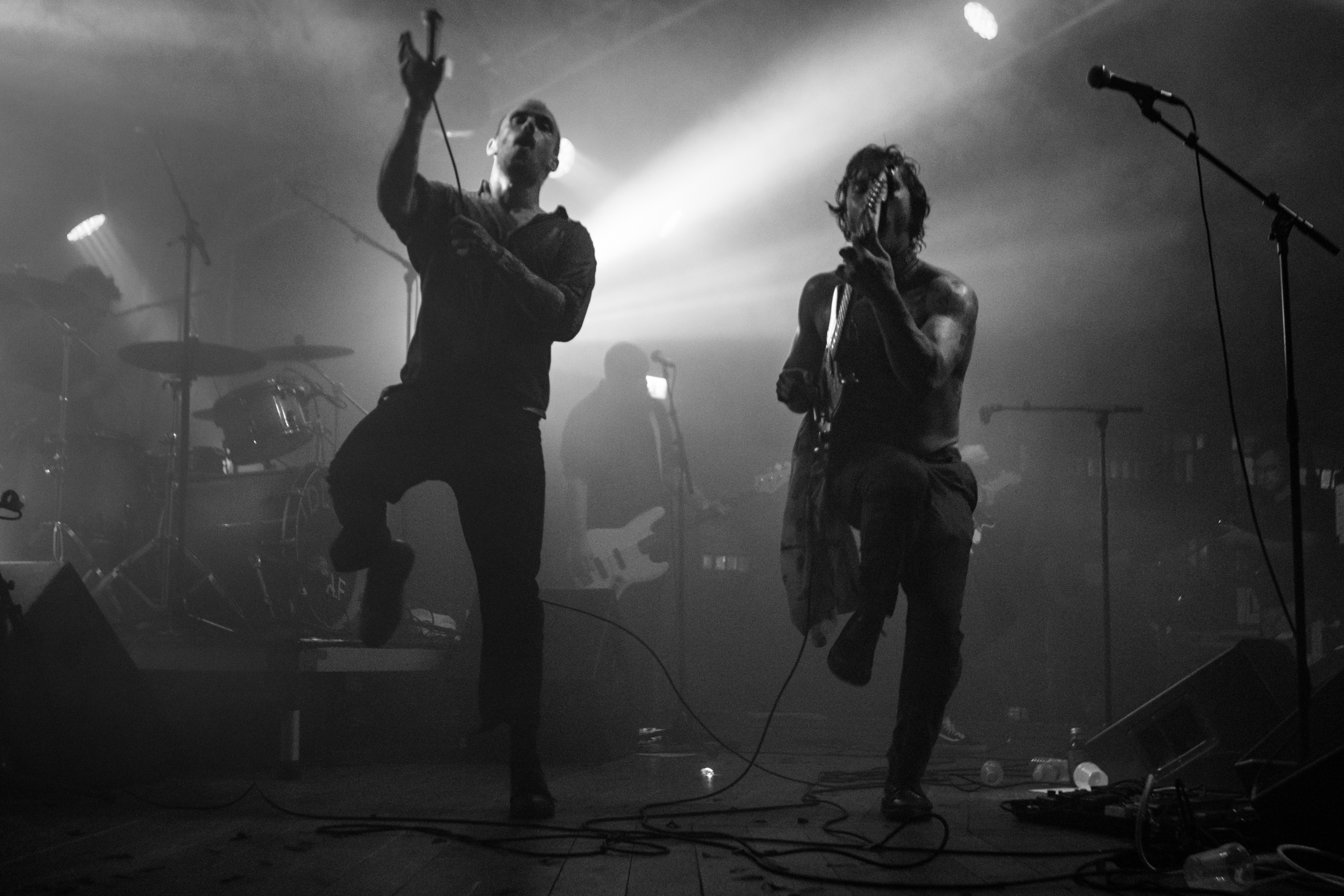
Idles at Haldern Pop Festival 2017

La musique du groupe est associée au punk rock et à ses genres connexes, notamment le post-punk, le punk hardcore et le post-hardcore. Le chanteur Joe Talbot rejette cependant toutes ces étiquettes. En 2017, il déclare ainsi dans le magazine anglais The Quietus : « Nous ne sommes pas un groupe post-punk. Je suppose que nous avons cette motorisation, ce moteur dans la section rythmique que certains groupes post punk ont, mais nous avons beaucoup de chansons qui ne sont pas du tout comme ça ».

## Engagement politique
Les albums et les chansons du groupe ont souvent des thèmes politiques. À ce titre, de par les sujets abordés par Idles, il est possible de considérer que le groupe fait de la chanson engagée. Si le terme d’artiste engagé n’est pas utilisé par les autres membres du groupe, Talbot affirme néanmoins dans une interview en 2017 au site La vague parallèle : « On essaye simplement d’ouvrir des discussions à propos de politique et de culture. Finalement, on veut créer une compréhension de chacun dans le but de rendre la Grande-Bretagne meilleure ». Dans la même interview il dit ne pas considérer que le rock devrait avoir une finalité politique : « Non, je pense que tout est politique. Tu vois, pour moi, même chier c’est politique. La politique, c’est l’organisation du bien-être. Si tu veux avoir une bonne vie, alors tu dois t’intéresser à la politique, parce que sinon tu es incapable d’avoir le choix. Quand tu votes, tu choisis ta vie, pour qu’elle soit meilleure, plus sûre et plus chaleureuse, pour que ton travail soit mieux payé et plus juste ». Les thèmes abordés par les chansons du groupe sont souvent en lien avec l’identité et les présupposés de genre. Par exemple la chanson Colossus évoque l’homophobie — « I put homophobes in coffins » ; Je mets les homophobes dans des cercueils. Le morceau Never Fight a Man with a Perm évoque la masculinité toxique. D’autres chansons évoquent l’actualité politique de la Grande-Bretagne, marquée par le Brexit. Celui-ci est évoqué notamment dans Great, qui parle également de racisme et plus généralement ce que le groupe considère comme une dérive nationaliste au Royaume-Uni,.
Dans une interview à la National Public Radio, Talbot commente toutes les chansons du deuxième album Joy as an Act of Resistance et déclare à propos de Great : « [Great parle du] Brexit. Cette chanson est confuse et effrayante, mais elle offre un geste déprimant qui rassure sur le fait que nous sommes tous capables d'aimer. La musique est basée sur une ligne de basse que j'ai écrite. La pure célébration de ce que nous aimons m'a amené à parler de quelque chose que je n'aime pas ». Dans une interview à la radio en ligne KEXP, Talbot évoque directement le Brexit et le président des États-Unis, Donald Trump : « Il y a beaucoup de désillusions dans votre pays et dans le nôtre. (...) Nous n'avons pas la responsabilité de faire quoi que ce soit. Mais tout est politique, vous savez, je ne pense pas que nous soyons plus légitimes que n'importe quel autre groupe qui chante sur l'amour ou les voyages. Tout est politique. Ignorer le Brexit et Trump est aussi politique que de chanter à ce sujet ». Danny Nedelko, du nom d’un ami ukrainien chanteur du groupe Heavy Lungs, évoque l’immigration. Enfin la chanson Mother évoque les conditions de travail des femmes et attaque le Parti Conservateur anglais : « La meilleure façon d’effrayer un conservateur est de lire et de devenir riche » (The best way to scare a Tory is to read and get rich).

## Membres
- Joe Talbot — chant principal (depuis 2009)
- Adam Devonshire — basse, chœurs (depuis 2009)
- Mark Bowen — guitare principale, chœurs (depuis 2009)
- Jon Beavis — batterie, chœurs (depuis 2009)
- Lee Kiernan — guitare rythmique, chœurs (depuis 2009)

### Anciens
- Andy Stewart — guitare rythmique, chœurs (2009–2015)

## Discographie

### Bandes originales de films
- 2025 : Pris au piège - Caught Stealing (Caught Stealing) de Darren Aronofsky

### EP et singles
- Welcome (2012), Fear of Fiction
- Meat (2015), Balley
- Meta EP (2015), Balley
- Meat / Anguish EP (2016), Harmacy
- Well Done (2017), Balley
- Divide & Conquer (2017), Balley
- Mother (2017), Balley
- Danny Nedelko (2018) – single avec Heavy Lungs
- Mercedes Marxist / I Dream Guillotine (2019), Partisan
- Dancer (2023) – single avec LCD Soundsystem
- Grace (2023)